# 營盤口 (南投縣)
營盤口，是臺灣南投縣南投市的一個傳統地域名稱，位於該市北部偏東。相較於今日行政區，其範圍大致包括永豐里東北端、營南里、營北里、光華里、光榮里西部及北端、內新里北部凸出部分。

## 歷史
台灣清治末期至日治初期，營盤口地區為一街庄，稱為「營盤口庄」，隸屬於南投堡。該庄北與山腳庄為鄰，東北與匏仔藔庄、坪頂庄為鄰，東南邊及南邊為內轆庄，西南邊為半山庄、林仔庄、小半山庄、月眉厝庄。
1901年（日治明治三十四年）11月，全台廢縣廳改設二十廳，該庄隸屬於南投廳。1903年（明治三十六年）6月，該庄編入「營盤口區」，隸屬於南投廳。1909年（明治四十二年）10月，合併二十廳為十二廳，營盤口區仍隸屬於南投廳。1920年（大正九年），全台地方制度大改正，廢十二廳改設五州二廳，該庄改制為「營盤口」大字，隸屬於臺中州南投郡南投街。
戰後南投街改制為南投鎮，隸屬於臺中縣，大字亦改制為里。1950年10月，中、彰、投分治，南投鎮改隸屬南投縣。1981年，南投鎮升格為南投市。

## 聚落
本地區發展較早的聚落有坎店、營盤口、過溝仔、山腳下等，在日治期初期的官方地圖上已有記載。此外，本地區尚有下庄、中興新村等聚落。

## 交通
國道3號又稱「福爾摩沙高速公路」，是貫穿台灣西部的兩條縱向高速公路之一，大致以北北西—南南東走向轉西北—東南走向蜿蜒經過營盤口西南端，並於北側省道台14乙線交會處設有中興交流道。由此可快速前往台灣南北各地，或於中興系統交流道轉省道台76線以前往彰化平原。
省道台3甲線（東閔路、中華路）是草屯至南投的幹道，大致以北北東—南南西走向轉東北—西南走向再轉東北微北—西南微南走向經過本地區西南部，並經過國道3號高架橋下。由該道路向北北東經省道台14乙線路口山腳與林子頭交界地帶、草屯市區、番子田與牛屎崎交界地帶並止於省道台3線路口，向西南微南至林子轉南南東可前往半山、牛運堀、南投市區、三塊厝、茄苳腳北部並止於省道台3線另一路口。
省道台14乙線（省府路、中正路）是芬園至南投五塊厝的平面幹道，大致以西南—東北走向到達本地區北部邊界並沿邊界而行，至中正路路口圓環轉南南東，其後轉東南微南以至於本地區南部邊界出境。由該道路向西南轉西於山腳經省道台3甲線路口後，至三叉路口轉南繞大彎經國道3號中興交流道後轉北北西再經省道台3線路口、國道3號高架橋下及其兩側之省道台76線東側端點路口後可前往月眉厝聚落、新庄西部的北投舊街聚落、石頭埔、下茄荖並止於省道台14線路口；向東南微南繞大彎轉西南微南可前往內轆、軍功寮、包尾、三塊厝並止於其其南側邊界外緣的省道台3線、縣道150號共線路口。
鄉道投11線（營盤路）是溪洲至營盤口的道路，其南側端點位於本地區西南部的省道台3甲線路口。由此向西北微北出境後，轉東北再轉西北經國道3號中興交流道下涵洞後沿交流道外圍蜿蜒而行，可前往月眉厝東南半葉北側並止於省道台3線路口。
鄉道投15線（東閔路）是營盤口至內轆的道路，其北側端點位於本地區中部偏西南的省道台3甲線路口。由此向南南東轉東南微南再轉南南東出境後，可前往內轆並止於省道台14乙線路口。

## 學校
- 中興高中
- 營盤國小
- 光華國小
- 光榮國小

## 廟宇
- 南投市營盤口七將軍廟
- 省立萬靈祠